# Брожение
Броже́ние — биохимический процесс, основанный на окислительно-восстановительных превращениях органических соединений в анаэробных условиях. В ходе брожения происходит образование АТФ за счёт субстратного фосфорилирования. При брожении субстрат окисляется не полностью, поэтому брожение энергетически малоэффективно в сравнении с дыханием, в ходе которого АТФ образуется не за счёт субстратного фосфорилирования, а за счёт окислительного фосфорилирования. Таким образом, основной биологический смысл брожения заключается не в получении энергии, а в окислении НАДН и обеспечении гликолитических процессов окисленной формой (НАД+) этого кофермента в условиях отсутствия кислорода.
Брожение осуществляют многие микроорганизмы, так называемые бродильщики, как прокариотические, так и эукариотические, например, дрожжи рода Saccharomyces проводят спиртовое брожение. Способность к брожению сохранило большинство современных организмов, так, например, в клетках растений (например, в подводных частях, где нет доступа к кислороду, или при прорастании семян), может осуществляться молочнокислое и спиртовое брожение.
Брожение с древних времён используется человеком для получения разнообразных продуктов. Его используют в пивоварении, хлебопечении, виноделии, получении кисломолочных продуктов. В XX веке брожение стали использовать для промышленного получения этанола, бутанола, ацетона, молочной кислоты и ацетальдегида.

## История изучения
Долгое время химики, в числе которых Антуан Лавуазье, рассматривали брожение как химическую реакцию, к которой живые организмы не имеют никакого отношения. В 1837 году Шарль Каньяр де Ла-Тур, Теодор Шванн и Фридрих Кютцинг независимо друг от друга опубликовали работы, в которых показали, что дрожжи, веками использовавшиеся в пивоварении и виноделии, это живые организмы, способные размножаться посредством почкования. Шванн вскипятил виноградный сок, убив тем самым дрожжи, и показал, что брожение могло начаться вновь лишь после добавления новых дрожжей. Однако и после этих исследований многие химики продолжали отрицать роль живых организмов в брожении. Ситуация изменилась, когда Луи Пастер в 1850—1860-х годах повторил эксперименты Шванна и показал, что брожение осуществляют живые организмы. В 1857 году он показал, что молочнокислое брожение осуществляется живыми организмами. В 1860 году он продемонстрировал, что сквашивание молока, которое прежде считалось независимым от живых организмов химическим процессом, вызывается бактериями. Эта работа показала роль микроорганизмов в порче пищевых продуктов и дала толчок к разработке пастеризации. Чтобы поспособствовать развитию пивоварения во Франции, в 1877 году Луи Пастер написал знаменитую работу «Études sur la Bière» («Изучение брожения»), в которой дал знаменитое (хотя и неверное) определение брожению как «жизни без кислорода». Он сумел установить связь между различными видами брожения и осуществляющими их микроорганизмами.
Хотя Пастер убедительно доказал, что брожение происходит только в присутствии микроорганизмов,  оставалось неизвестным, что́ именно в них отвечает за этот процесс. Многие учёные, включая Пастера, безуспешно пытались выделить из дрожжей компоненты, катализирующие реакции брожения. Наконец, в 1887 году немецкий химик Эдуард Бухнер вырастил дрожжи, получил из них экстракт и обнаружил, что эта «мёртвая» жидкость способна сбраживать сахара, подобно живым дрожжам, с образованием этанола и углекислого газа. Результаты Бухнера положили начало науке биохимии. Благодаря его открытиям стало понятно, что брожение осуществляют особые белки — ферменты, содержащиеся в микроорганизмах. За свои результаты Бухнер в 1907 году получил Нобелевскую премию по химии. До Бухнера активным изучением спиртового брожения занималась русская женщина-врач Мария Манасеина, которая опубликовала работу «К учению об алкогольном брожении» в 1871 году.
Последние достижения микробиологии и биотехнологии позволяют оптимизировать брожение для промышленных нужд. Так, уже в 1930-х годах было показано, что с помощью химических и физических воздействий можно вызвать у микроорганизмов мутации, которые позволяют им расти быстрее и на более концентрированной среде, быть толерантными к небольшому количеству кислорода и давать больше продуктов брожения. Такие штаммы активно используются в пищевой промышленности.

## Общая характеристика
В качестве субстрата в процессах брожения могут выступать различные органические соединения, в которых углерод окислен не полностью: углеводы, спирты, органические кислоты, аминокислоты, гетероциклические соединения. Продуктами брожения также выступают органические вещества: органические кислоты (молочная, уксусная, масляная и другие), спирты, ацетон, также могут выделяться газы: углекислый газ, водород, аммиак, сероводород, метилмеркаптан, а также образовываться различные жирные кислоты. Типы брожения принято именовать по основному выделяемому продукту.
В процессе брожения выделяют два этапа:
- окислительный, при котором специальные ферменты отрывают электроны от субстрата и передают их на временный переносчик (например, NAD+). Высвобождающаяся в ходе этого процесса энергия запасается в виде АТФ.
- восстановительный, при котором образовавшееся промежуточное соединение восстанавливается за счёт переноса на него электронов и протонов с временного переносчика. Восстановленные органические соединения выделяются микроорганизмами во внешнюю среду[2].

Как правило, в ходе брожения молекула субстрата расщепляется, а одни и те же соединения служат и донорами, и акцепторами электронов. Известно и сопряжённое сбраживание, при котором донорами и акцепторами электронов являются разные вещества. Так, при сбраживании некоторых аминокислот одна аминокислота окисляется, а другая — восстанавливается.
При брожении не происходит полного окисления субстрата, поэтому брожение — энергетически малопродуктивный процесс. При различных видах брожения сбраживание одной молекулы глюкозы даёт от 0,3 до 3,5 молекул АТФ, при этом аэробное дыхание с полным окислением субстрата имеет выход 38 молекул АТФ. В связи с низким энергетическим выходом микроорганизмы-бродильщики вынуждены перерабатывать огромное количество субстрата.
Путь брожения может быть прямым или разветвлённым, при котором окислительный этап удлиняется, что сопровождается увеличением энергетического выхода. Молекулы промежуточного продукта в восстановительном этапе могут также подвергаться дополнительным преобразованиям для повышения их акцепторной способности.

## Основные типы

### Спиртовое брожение
Спиртовое брожение в 90 % случаев осуществляют дрожжи родов Saccharomyces и Schizosaccharomyces. Они сбраживают моно- и дисахариды с образованием этанола и углекислого газа. Окислительный этап спиртового брожения идёт по пути гликолиза с образованием из одной молекулы глюкозы двух молекул пирувата, двух молекул АТФ и двух молекул NADH + H+. На восстановительном этапе функционирует фермент пируватдекарбоксилаза, коферментом которого служит тиаминпирофосфат. В отсутствие кислорода пируватдекарбоксилаза превращает пируват в ацетальдегид с высвобождением молекулы углекислого газа. Далее фермент алкогольдегидрогеназа, используя два NADH + H+, образовавшихся в окислительном этапе, восстанавливает ацетальдегид до этанола. Общее уравнение реакции спиртового брожения: глюкоза + 2АДФ + 2Pi → 2 этанол + 2 CO2 + 2 АТФ.
Спиртовое брожение обнаружено лишь у единичных прокариот из-за редкой встречаемости у них фермента пируватдекарбоксилазы. Строго анаэробная грамположительная бактерия Sarcina ventriculi способна к спиртовому брожению, подобно дрожжам. Бактерия Zymonomonas mobilis, хотя и имеет пируватдекарбоксилазу, спиртовое брожение не проводит, а сбраживает сахара по пути Энтнера — Дудорова. Ещё одна бактерия, имеющая пируватдекарбоксилазу — Erwinia amylovora — способна к спиртовому брожению, наряду с другими типами брожения.
Спиртовое брожение имеет большое промышленное значение. Его используют в хлебопечении, производстве этанола, глицерина, алкогольных напитков.

### Молочнокислое брожение
Молочнокислое брожение осуществляют филогенетически неродственные организмы: представители порядков Lactobacillales, Bacillales, а также семейства Bifidobacteriaceae. Эти бактерии живут исключительно за счёт брожения. Молочнокислое брожение подразделяют на гомоферментативное и гетероферментативное. При гомоферментативном молочнокислом брожении сахара сбраживаются через гликолиз и около 90 % конечного продукта приходится на лактат (остальные 10 % составляют ацетат, ацетоин и этанол). Субстратом для гомоферментативного молочнокислого брожения служат лактоза, другие моно- и дисахариды, а также органические кислоты. Общее уравнение гомоферментативного брожения: глюкоза → 2 лактат + 2 АТФ. 
При гетероферментативном молочнокислом брожении сахара сбраживаются через пентозофосфатный путь и на долю молочной кислоты приходится лишь около половины конечного продукта. Важным субстратом для гетероферментативного молочнокислого брожения является мальтоза. Некоторые гомоферментативные бактерии, оказываясь в среде, содержащей пентозы, могут переходить на гетероферментативное брожение.
Молочнокислое брожение используется в приготовлении различных продуктов на основе молока (простокваши, сметаны, кефира), в квашении овощей и силосовании.

### Пропионовокислое брожение
Пропионовокислое брожение осуществляют преимущественно бактерии подпорядка Propionibacterineae класса Actinobacteria, обитающие в рубце и кишечнике жвачных животных. Субстратом для пропионовокислых бактерий служат моно- и дисахариды, а также некоторые органические кислоты, однако, в отличие от молочнокислых бактерий, они не способны разлагать лактозу и никогда не встречаются в молоке. Пропионовокислые бактерии способны фиксировать CO2 в гетеротрофных условиях с помощью пируваткарбоксилазы и фосфоенолпируваткарбоксилазы. Суммарное уравнение реакции пропионовокислого брожения: 1,5 глюкоза → 2 пропионат + ацетат + CO2.
Пропионовокислое брожение происходит при приготовлении некоторых твёрдых сыров на стадии их дозревания. Кроме того, пропионовокислые бактерии являются источником витамина B12 для медицины.

### Муравьинокислое (смешанное) брожение
Муравьинокислое (также известно как смешанное) брожение осуществляют бактерии порядка Enterobacteriales, большинство из которых относится к кишечной микрофлоре человека (в том числе кишечная палочка Escherichia coli). Все они являются факультативными анаэробами и, помимо брожения, способны к дыханию. В общем случае муравьинокислого брожения глюкоза через гликолиз превращается в пируват, который далее восстанавливается до муравьиной кислоты (которая, в свою очередь, может превратиться в водород и углекислый газ), этанола и других органических кислот. Несмотря на то, что разные представители образуют разнообразные продукты (за что брожение и называют смешанным), все муравьинокислые бактерии имеют фермент пируват-формиат-лиазу, который превращает пируват в ацетил-КоА и муравьиную кислоту.

### Маслянокислое брожение
К маслянокислому брожению способны некоторые представители родов Clostridium, Butyrivibrio, Fusobacterium, Eubacterium. Клостридии в качестве субстрата для маслянокислого брожения могут использовать не только моно- и дисахариды, но также крахмал, целлюлозу, пектин и другие биополимеры. При маслянокислом брожении глюкоза окисляется до пирувата по гликолитическому пути, который далее превращается в ацетил-КоА. Дальнейшие химические преобразования ацетил-КоА дают масляную кислоту (бутират) и ацетат. Общий выход маслянокислого брожения составляет 3,5 молекулы АТФ на молекулу глюкозы. Микроорганизмы маслянокислого брожения обитают в разных типах почв, разлагают многие биополимеры, вызывают порчу продуктов (прогоркание масла, сметаны, квашеных овощей, силоса).

### Гомоацетатное брожение
Гомоацетатное брожение, хотя и называется брожением, включает часть реакций анаэробного дыхания, его единственным продуктом является ацетат. Бактерии, способные к гомоацетатному брожению, — строгие анаэробы, которые могут перерабатывать широкий спектр субстратов (в том числе одноуглеродных), кроме того, они связаны синтрофными связями с ацетокластическими метаногенами. Гомоацетогены занимают промежуточное положение между бродильщиками и анаэробно дышащими бактериями, так как две молекулы ацетата они образуют в ходе реакций брожения, а третья получается за счёт анаэробного карбонатного дыхания. Гомоацетогенные бактерии встречаются в разных филогенетических группах. Среди них представители родов Clostridium, Sporomusa, Acetobacterium, Acetohalobium и другие.

## Использование человеком
Пищевые продукты и напитки, полученные с использованием брожения, входят в состав практически всех кухонь мира. Брожение, наряду с копчением, высушиванием и засолкой долгое время было одним из способов предотвращения порчи пищевых продуктов. Человек стал использовать брожение, в частности, в пивоварении, со времён неолита около 7 тысяч лет до н. э. в Китае. Вино впервые стали получать в Месопотамии около 6 тысяч лет до н. э. Некоторые продукты брожения приобрели сакральное значение в христианстве. В современном мире брожение (ферментация) играет огромную роль в пищевой промышленности. Подсчитано, что ежедневно по всему миру каждый человек употребляет в пищу от 50 до 400 г продуктов, полученных в результате брожения, которые составляют от 5 до 40 % дневного рациона. С помощью спиртового брожения и разнообразных субстратов для него получают разнообразные алкогольные напитки: пиво, вино, игристые вина, крепкие напитки. Микроорганизмы-бродильщики используются в пищевой промышленности в хлебопечении, производстве кисломолочных продуктов, квашении овощей, получении сыров, соевого соуса и других продуктов азиатской кухни. Всего же в мире существует около 5 тысяч различных продуктов питания, получаемых с использованием брожения. Брожение имеет значение и для сельского хозяйства: с помощью молочнокислого брожения осуществляют силосование, заготовку кормовой свёклы.